# 소지도
소지도(小知島)는 경상남도 통영시 한산면 비진리에 있는 섬이다. 특정도서로 지정하여 관리되고 있다.

## 특정도서
소지도는 지형경관이 우수하고, 멸종위기동물인 매가 서식하고 있어 독도 등 도서지역의 생태계보전에 관한 특별법에 의거 특정도서로 지정되었다.
- 지정번호 : 제29호
- 면적 : 40,212m2
- 지번 : 경상남도 통영시 한산면 비진리 산202-1 ～ 산202-9